# James Cook
James Cook (Marton, 27 de outubrojul./ 7 de novembro de 1728greg. — Kealakekua, 14 de fevereiro de 1779) foi um explorador, navegador e cartógrafo inglês tendo depois alçado a patente de capitão na Marinha Real Britânica. Cook foi o primeiro a mapear Terra Nova antes de fazer três viagens para o Oceano Pacífico durante a qual ele conseguiu o primeiro contacto europeu com a costa leste da Austrália e o Arquipélago do Havaí, bem como a primeira circum-navegação registrada da Nova Zelândia.
James Cook entrou na marinha mercante britânica quando era adolescente e ingressou na Marinha Real em 1755. Ele participou da Guerra dos Sete Anos, e posteriormente estudou e mapeou grande parte da entrada do Rio São Lourenço durante o cerco de Quebec. Isso permitiu que General Wolfe fizesse o seu famoso ataque nas Planícies de Abraão, e ajudou a levar Cook à atenção da Almirantado Britânico e Royal Society. Esta notícia veio em um momento crucial, tanto na sua carreira pessoal e na direção das explorações ultramarinas britânicas, e levou o seu cargo em 1766 como comandante da HMS Endeavour para a primeira das três viagens do Pacífico.
Cook cartografou muitas áreas e registrou várias ilhas e zonas costeiras nos mapas europeus pela primeira vez. Seus resultados podem ser atribuídos a uma combinação de navegação, superior levantamento cartográfico e competências, a coragem em explorar locais perigosos para confirmar os factos (por exemplo, a imersão no Círculo Polar Antártico repetidamente e explorar ao redor da Grande Barreira de Coral), uma capacidade de conduzir os homens em condições adversas, e ousadia, tanto em relação à medida da sua exploração e sua vontade de ultrapassar as instruções dadas a ele pelo Almirantado Britânico.
No seu livro "Colapso" (2005), o biólogo e biogeógrafo Jared Diamond cita um registro feito por Cook em que o capitão descreve uma breve visita à ilha de Páscoa, em 1744. "Pequenos, magros, tímidos e miseráveis", foi como Cook descreveu os insulares, que já enfrentavam um forte problema ambiental.
Cook morreu na baía havaiana de Kealakekua em 1779, em uma luta com os nativos durante a sua terceira viagem exploratória na região do Pacífico. A casa de Cook na Inglaterra é hoje um memorial. Cook é considerado o pai da Oceania.

## Primeiros anos
James Cook nasceu na vila de Marton-in-Cleveland em Yorkshire, hoje pertencente a um subúrbio da cidade de Middlesbrough. Cook foi baptizado na igreja local de St. Cuthbert's, em cujo registro pode-se hoje ver o seu nome. Cook foi o segundo dos oito filhos de James Cook, um trabalhador de fazenda escocês, e sua esposa natural do local Grace Pace de Thornaby-on-Tees. Em 1736, a sua família mudou para a fazenda Airey Holme em Great Ayton, onde o patrão do seu pai, Thomas Skottowe pagou para ele frequentar a escola local (agora um museu). Em 1741, após 5 anos de escolaridade, ele começou a trabalhar para o seu pai, que havia sido promovido a gerente de fazenda. Para lazer iria subir uma colina, Roseberry Topping, aproveitando a oportunidade para a solidão. Cook's Cottage, a última casa de seus pais, que parece que ele visitou, está agora em Melbourne, tendo sido transferida a partir da Inglaterra e reagrupados tijolo por tijolo em 1934.
Em 1745, aos 16 anos, Cook mudou-se em 32 km para a aldeia pescadora de Staithes para ser aprendiz de vendedor em uma mercearia de William Sanderson. Historiadores têm especulado que foi ali onde Cook sentiu a primeira atração do mar, enquanto olhava para fora da vitrine.
Após 18 meses, não tendo sido aprovado para o trabalho de loja, Cook viajou para a vizinha cidade portuária de Whitby para ser apresentado a uns amigos de Sanderson, Henry e John Walker. Os Walkers eram proeminentes armadores locais e Quakers, e estavam no comércio de carvão. Cook foi aprendiz em sua pequena frota de navios que operavam no transporte de carvão ao longo da costa inglesa. A sua primeira missão foi a bordo do cargueiro Freelove, e ele passou vários anos nesta rota de cabotagem bem como em várias outras entre o rio Tyne e Londres.
Como parte dessa aprendizagem, Cook aplicou-se ao estudo de álgebra, geometria, trigonometria, navegação e astronomia, todas as competências que seriam necessárias no futuro para comandar um navio próprio.
Após seus três anos de aprendizagem concluídos, Cook começou a trabalhar no comércio naval no Mar Báltico. Ele rapidamente progrediu através das fileiras da marinha mercante, começando com a sua promoção em 1752 a Mate (funcionário encarregado de navegação) a bordo do Collier cargueiro Amizade. Em 1755, dentro de um mês, ao lhe ser oferecido o comando deste navio, voluntaria-se para a marinha e é recrutado para o que viria a ser a Guerra dos Sete Anos. Apesar da necessidade de reiniciar na parte inferior da hierarquia naval, Cook iria avançar mais rapidamente sua carreira em serviço militar, e entrou na Marinha em Wapping em 7 de junho de 1755.

## Viagens e expedições
Em 1768, no navio HMS Endeavour, Cook foi o comandante escolhido para levar os membros da Royal Society ao Taiti, para observar o trânsito de Vênus, na primeira expedição científica pelo Pacífico. O astrônomo encarregado da observação do evento, Charles Green, faleceu durante a viagem, quando o navio passava por Batávia (antigo nome de Jacarta, capital da Indonésia). Cook esteve em novembro de 1768 no Rio de Janeiro, mas os tripulantes não receberam permissão para aportar, ficando reclusos nas embarcações e sob vigia das autoridades portuguesas. O famoso naturalista Joseph Banks, que participava da expedição, teve momentos fortuitos e conseguiu recolher 320 espécies vegetais nos arredores da cidade, segundo o livro de John Hawkesworth, "An account of the voyages undertaken by the order of his Present Majesty for Making Discoveries" (Londres 1773). As autoridades locais negavam a permanência de estrangeiros na colônia e o francês Louis Antoine de Bougainville enfrentou obstáculos semelhantes quando visitou o Rio de Janeiro.
Com a embarcação HMS Resolution comandada pelo capitão James Cook, e acompanhada da fragata Adventure, a expedição tinha como objetivo identificar a existência de um continente no Polo Sul. A expedição comandada por Cook para a região Antártica foi uma das pioneiras missões da Europa na região, logo o seu conteúdo científico obtido pelos pesquisadores durante a viagem, desde material coletado a ilustrações, serviu como princípio para o início de pesquisas no continente Antártico.
Em busca da Terra Australis, Cook circunavegou toda a Nova Zelândia e a Austrália, identificando que eles não estavam conectados a uma massa de terra maior ao sul chegou à conclusão de que o continente Antártico estaria em latitude mais alta, ainda mais ao sul desses países. Em 31 de Janeiro de 1774, Cook atingiu a latitude dos 71° Sul, e ao continuar a exploração encontrou o continente Antártico. Após a descoberta ele teve de voltar ao Taiti para reabastecer a embarcação e então voltar a região recém-descoberta para que pudesse explorá-la. Foi nessa expedição que ocorreu a descoberta das ilhas Cook, nomeada em homenagem ao capitão.
Já a terceira grande viagem do capitão Cook, e ainda no comando do HMS Resolution, essa expedição objetivava a descoberta de uma possível conexão entre o Oceano Pacífico Norte e o Oceano Atlântico Norte pelo mar Ártico.
Durante essa expedição, Cook chegou a atravessar o Estreito de Bering navegando pelo mar de Chukchi, em agosto de 1778. Chegou a atravessar latitudes superiores a 77 ° Norte, em direção a costa Nordeste do Alasca, até ter seu caminho bloqueado pelo gelo.
| Período   | Embarcação     | Objetivo                                                                             |
| 1768-1771 | HMS Endeavour  | Observar o trânsito de Vênus, durante a primeira expedição científica pelo Pacífico. |
| 1772-1775 | HMS Resolution | Identificar a existência de um continente no Polo Sul (Terra Australis).             |
| 1776-1779 | HMS Resolution | Descobrir uma conexão entre os oceanos Pacífico e Atlântico pelo mar Ártico.         |

## OResolutione a circunavegação
Após o sucesso da expedição científica, Cook prosseguiu com a exploração. Durante a viagem, descobre o arquipélago que batiza de Ilhas Sociedade, na Polinésia Francesa, e mapeia toda a Nova Zelândia. No regresso, descobre a costa ocidental da Austrália.
Em 1772, Cook parte para nova circunavegação ao comando das naus Resolution e Adventure. Durante esta viagem chega à mais baixa latitude ao sul alcançada até então (70°10''S), cruzando pela primeira vez o Círculo Polar Antártico. Esta viagem resultou na descoberta das Ilhas Cook.

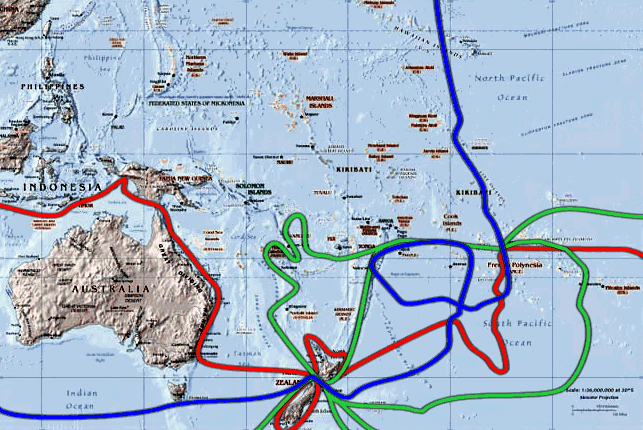
Excertos de rotas de viagens de James Cook

Em 1776, com os navios Resolution e Discovery, Cook parte para a missão que seria a sua última e descobre o arquipélago do Havaí, que chama de Sandwich. Costeia a América e atravessa o estreito de Bering, chegando ao Ártico. No regresso ao Havaí, é morto pelos nativos ao voltar a Kealakekua para consertar o mastro do Resolution. 

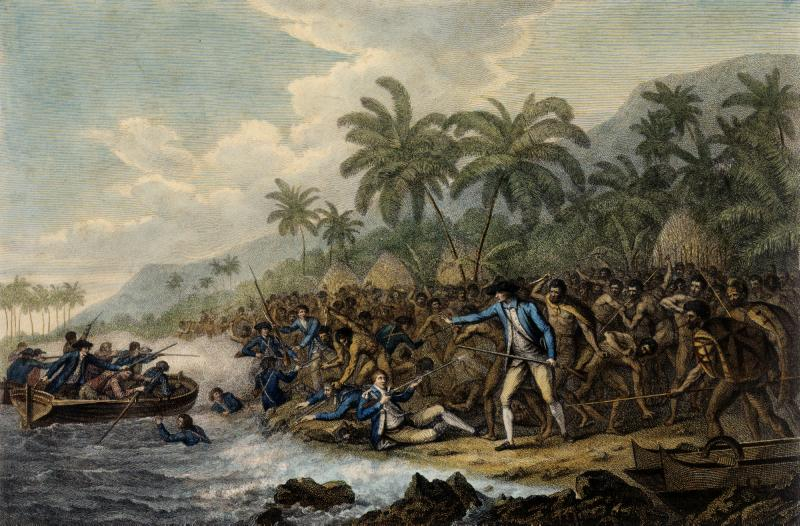
Capitão Cook sendo apunhalado no fim do Makahiki

Cook ficou conhecido pela preocupação com a saúde e a alimentação de sua tripulação. Em sua primeira viagem, nenhum membro da tripulação morre de escorbuto, doença causada pela falta de ácido ascórbico (vitamina C) no organismo e responsável pela morte de muitos marinheiros até o século XVIII.
| “ | A ambição me leva a ir não só mais longe do que qualquer outro homem antes de mim já foi, mas até tão longe quanto creio ser possível a um homem ir. | ” |

## Diários de Bordo

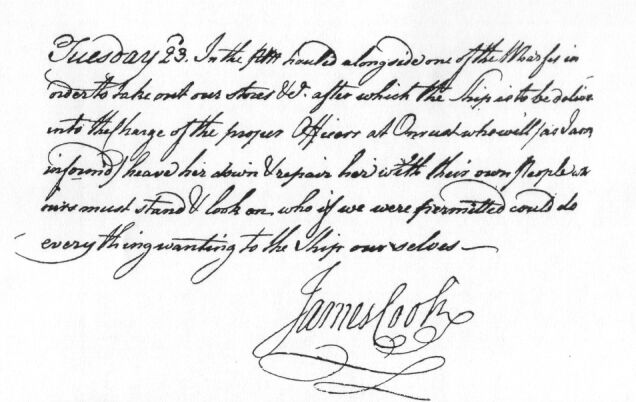

Como a grande maioria dos capitães da época, Cook também escrevia diários, nos quais eram descritos acontecimentos dessas grandes viagens exploratórias pelos oceanos. Os diários de bordo geralmente trazem descrições diárias da vida no mar, observações e descrições de organismos e espécies marinhas. Também é possível encontrar relatos de curiosidades sobre diferentes culturas, para cada localidade dos portos de desembarque para reabastecimentos de suprimentos para as viagens.
Cópias dos diários de bordo do capitão Cook eram enviados para o governo Britânico durantes as grandes viagens, servindo como relatórios. A primeira cópia enviada por Cook só ocorreu dois anos após o início de sua primeira viagem, sendo enviada de Batavia (hoje chamada de Jacarta), capital da Indonésia no ano de 1770.  Alguns dos diários de navegação do capitão James Cook ainda se encontram preservados e algumas de suas páginas digitalizadas. Volumes originais desses livros podem ser encontrados em museus, como o Museu Nacional da Austrália.

## Navegação e Avanços científicos
Durante a navegação no oceano Pacífico várias observações sobre o clima das regiões foram feitas, para as ilhas descobertas durante as missões muito se comentou sobre a vegetação e morfologia do local. Regiões tropicais foram descritas como possuindo temperaturas moderadas, o que refletia nas estruturas habitacionais dos nativos dos países quentes. Também foram realizadas descrições de variadas rochas, que variavam de cor, como rochas mais escuras ou mais claras, e características como a dureza desse material, sua facilidade de ser quebrada ou não. Descrições sobre os vegetais presentes nas ilhas também estavam presentes nas observações, como a variedade de plantas, árvores que produziam frutos, além de descrições da grande variedade de sementes dos locais.
Todas essas informações serviram como base de estudos para entender as variedades de plantas e animais em diferentes regiões do planeta, entre diferentes continentes e ilhas.
Além de todo conhecimento biológico obtido nessas viagens, outro grande progresso obtido nessas expedições foi a elaboração de mapas, e mesmo para a época eles eram elaborados com grandiosa precisão de latitude e longitude, calculados a partir da observação de corpos celestes e conhecimentos precisos da superfície da Terra.
Devido a toda contribuição das expedições para a comunidade científica, possibilitada pelas viagens comandadas por James Cook, o capitão foi considerado como uma espécie de herói pelos pesquisadores da época.